# Unidad de Fomento
Die Unidad de Fomento (Plural Unidades de Fomento, Abkürzung UF) ist eine in Chile verwendete Rechnungswährung, deren Wechselkurs zum Peso permanent an den Inflationsindex IPC (Índice del Precio al Consumidor – Verbraucherpreisindex) angepasst wird. Dadurch bleibt der Wert (die Kaufkraft) einer Unidad de Fomento im Zeitverlauf konstant, während er nominell gegenüber dem Peso üblicherweise aufwertet (kann jedoch saison- oder rezessionsbedingt abgewertet werden).
Die UF wurde per Decreto N° 40 am 20. Januar 1967 geschaffen, um eine inflationsangepasste Verzinsung für auf den internationalen Finanzmärkten aufgenommene Entwicklungskredite zu ermöglichen. Zu dieser Zeit litt Chile unter sehr hohen Inflationsraten. Internationale Investoren mussten sich somit dank der UF nicht auf das oft als unkalkulierbar bewertete Inflationsrisiko der lokalen Währung einlassen, was Auslandsinvestitionen in Chile erleichtern sollte. Diese Hoffnung drückt sich auch im Namen aus, Unidad de Fomento bedeutet übersetzt in etwa Förderungseinheit.
Später wurde das Verwendungsspektrum erweitert, so dass heute die Unidad de Fomento in vielen langfristigen Verträgen aller Art in Chile genutzt wird, wie zum Beispiel Bankkredite, private Investitionen, Hypothekenkredite und zum Teil sogar Entgelte. Eine weitere Aufgabe kam der UF im rechtlichen Bereich zu, wo sie als Nennwert von Unternehmensanteilen und Aktien, als Denominierung von Vertragsstrafen und ähnlichen Zwecken dient. Im Laufe der Zeit wurde sie zum bevorzugten Maß für Baukosten, Immobilienwerte und besicherten Krediten im privaten und öffentlichen Sektor.
Da die Unidad de Fomento nicht als Zahlungsmittel in Form von ausgemünztem Bargeld existiert, werden Verpflichtungen in UF in chilenischen Pesos beglichen. Die Umrechnung erfolgt gemäß dem von der Zentralbank (Banco Central de Chile) bekanntgegebenen aktuellen Wechselkurs.
Eine ähnliche Rechnungseinheit ist die am 31. Dezember 1974 (DL 830, artículo 8) eingeführte Unidad Tributaria Mensual (spanisch für monatliche Steuereinheit, abgekürzt UTM), welche für die Berechnung von Steuern, Geldstrafen und Zöllen verwendet wird. Sie wird im Gegensatz zur UF allerdings nicht als Finanzinstrument gebraucht. Sie wird vom Servicio de Impuestos Internos, (SII, chilenisches Finanzamt) berechnet und hat nicht den Rang einer Währung.
In Mexiko existiert mit der mexikanischen Verrechnungseinheit eine ähnliche Währung.

## Berechnung der Unidad de Fomento
Bei ihrer Einführung 1967 hatte die Unidad de Fomento einen Wert von 100 chilenischen Escudos (E°), der damaligen Umlaufwährung in Chile, und wurde anschließend vierteljährlich gemäß der Entwicklung des gültigen Verbraucherpreisindexes im vorangegangenen Quartal angepasst. Im Mai 1975 bestimmte Decreto Supremo N° 280, dass die UF zukünftig monatlich angepasst würde. Mit der Währungsumstellung von Escudos auf Pesos am 29. September des Jahres (Decreto Ley N° 1123, veröffentlicht am 4. August 1975) wurde auch der Wert einer UF in Pesos angegeben. Eine tägliche Berechnung wurde ab August 1977 per Decreto Supremo N° 613 vom 14. Juli des Jahres eingeführt. Seit 1990 bestimmt die chilenische Zentralbank den Wert der Unidad de Fomento auf Basis des vom Instituto Nacional de Estadísticas de Chile (INE, nationales chilenisches Statistikamt) ermittelten VPI.
Die Berechnung erfolgt weiterhin täglich. Sie wird mit Beginn jedes Monats für die Periode zwischen dem 10. des aktuellen Monats und dem 9. des folgenden Monats über das geometrische Mittel der Veränderung des VPI des Vormonats mittels folgender Formel berechnet:
{\displaystyle UF_{t}=UF_{t-1}\cdot Rd}
Dabei sind {\displaystyle t} der aktuelle Tag, {\displaystyle t-1} der Vortag und {\displaystyle Rd} der Tageswertanpassungsfaktor. Dieser lässt sich wie folgt berechnen:
{\displaystyle Rd=\left(1+{\frac {vVPI_{m-1}}{100}}\right)^{1/d}}
Dabei sind {\displaystyle vVPI_{m-1}} die prozentuale monatliche Veränderung des VPI des Vormonats und {\displaystyle d} die Anzahl der Tage der aktuellen Berechnungsperiode.